# Fernando Maio de Paiva

Fernando Maio de Paiva, 2024

Wappen von Fernando Maio de Paiva

Fernando Maio de Paiva (* 29. November 1962 in Oliveira, São Pedro do Sul, Distrikt Viseu) ist ein portugiesischer römisch-katholischer Geistlicher und Bischof von Beja.

## Leben
Fernando Maio de Paiva studierte zunächst Elektroingenieurwesen und anschließend in Lissabon Philosophie und Theologie an der Katholischen Universität Portugal. Außerdem belegte er einen Kurs in Management sozialer Organisationen an der AESE Business School in Lissabon. Am 10. April 2005 empfing er von Bischof Gilberto dos Reis das Sakrament der Priesterweihe für das Bistum Setúbal.
Nach der Priesterweihe war er für kurze Zeit in der Pfarrseelsorge tätig. Von 2005 bis 2017 war er Ausbilder und Ökonom am Priesterseminar São Paulo de Almada. In den folgenden Jahren war er unter anderem Dekan und Diözesanbeauftragter für die Ausbildung des Klerus sowie Präsident der Verwaltungskommission des Diözesanfonds für den Klerus. Er gehörte dem Priesterrat, dem Konsultorenkollegium und der Kommission für den Schutz Minderjähriger und schutzbedürftiger Personen an. Vor der Ernennung zum Bischof war er zuletzt Generalvikar des Bistums Setúbal und Pfarrer der Pfarrei Nossa Senhora da Anunciada in der Bischofsstadt.
Papst Franziskus ernannte ihn am 21. März 2024 zum Bischof von Beja. Der Erzbischof von Évora, Francisco José Villas-Boas Senra de Faria Coelho, spendete ihm am 7. Juli desselben Jahres in der Kathedrale von Beja die Bischofsweihe. Mitkonsekratoren waren der Bischof von Setúbal, Américo Manuel Kardinal Alves Aguiar, und sein Amtsvorgänger als Bischof von Beja, José dos Santos Marcos.